# Division (sport)
Division är inom sport en term som oftast används inom lagsport. Ordet kan dock betyda olika beroende på var i världen man befinner sig.
I ett traditionellt seriesystem baserat på upp- och nedflyttning mellan säsongerna, som på många håll i Europa, används termen för att tala om på vilken nivå lagen för tillfället befinner sig. Tidigare var det mer logiskt, med Division I som högstadivision, Division II som andradivision, och så vidare. Sedan 1970-talet har dock namnändringar på flera håll gjort det svårare att begripa, då till exempel Sveriges Division I i fotboll för herrar sedan 2006 är tredjedivisionen, efter att 1987-2005 ha varit andradivisionen.
I detta system kan en division antingen vara en serie som täcker ett helt land, eller bestå av flera geografiskt indelade serier. Till exempel bestod Sveriges högstadivision i bandy från 1931 års säsong och fram till säsongen 2006/2007 av flera, oftast två, geografiskt indelade serier, eller grupper som det också kallas. Det viktigaste skälet till den geografiska uppdelningen är att minska reskostnader för bortalag.
Ibland används olika former av mellanrundor och kvalspel, som till exempel Allsvenskan i ishockey 1983-2005 och Kvalserien till Elitserien i ishockey, och så vidare där lagen delas upp efter grundserien, så att lag från olika divisioner möts. Sådana serier brukar dock inte kallas divisioner.
Detta divisionssystem har ibland även använts vid internationella tävlingar, till exempel Världsmästerskapet i ishockey för damer och herrar, VM i bandy, Världsmästerskapet i innebandy för damer och herrar, Europacupen i friidrott och Nations Cup i hästhoppning. Även kvalspel till större evenemang, som EM i basket och EM i volleyboll samt damernas EM i fotboll, har sedan slutet av 1990-talet ibland delats upp i nedre och övre halvor.
I Sverige har bland annat Svenska basketligan, som startade säsongen 1992/1993 som Basketligan, använt sig av ett poolsystem med två grupper där ranking och inte geografi räknats. Dock brukade man tala om att alla dessa lag spelade i samma division.
I Nordamerika förekommer ibland geografiskt indelade serier i proffsligorna, som där benämns division. Dessa serier skulle dock i Europa snarare betraktas som geografiskt indelade grupper, då de sportsligt befinner sig på samma nivå. Då KHL startades säsongen 2008/2009 kopierade man detta system.